# Tennistavolo ai Giochi della XXXIII Olimpiade - Squadre maschile
Il torneo a squadre maschile di tennistavolo dei Giochi della XXXIII Olimpiade si è svolto dal 5 al 9 agosto 2024 al Paris Expo Porte de Versailles di Parigi.
Il torneo è stato vinto dalla squadra cinese.

## Teste di serie
| Rank | Squadra       | Atleti (ranking al 16 luglio) | Atleti (ranking al 16 luglio) | Atleti (ranking al 16 luglio) |
| ---- | ------------- | ----------------------------- | ----------------------------- | ----------------------------- |
| 1    | Cina          | Wang Chuqin (1)               | Ma Long (3)                   | Fan Zhendong (4)              |
| 2    | Germania      | Dang Qiu (11)                 | Dimitrij Ovtcharov (14)       | Timo Boll (24)                |
| 3    | Francia       | Félix Lebrun (5)              | Alexis Lebrun (16)            | Simon Gauzy (29)              |
| 4    | Giappone      | Tomokazu Harimoto (9)         | Shunsuke Togami (15)          | Hiroto Shinozuka (39)         |
| 5    | Corea del Sud | Jang Woo-jin (13)             | Cho Dae-seong (20)            | Lim Jong-hoon (30)            |
| 6    | Taipei cinese | Lin Yun-ju (8)                | Kao Cheng-jui (32)            | Chuang Chih-yuan (36)         |
| 7    | Svezia        | Anton Källberg (25)           | Truls Möregårdh (26)          | Kristian Karlsson (60)        |
| 8    | Portogallo    | Marcos Freitas (17)           | Tiago Apolónia (66)           | João Geraldo (71)             |
| 9    | Brasile       | Hugo Calderano (6)            | Vitor Ishiy (85)              | Guilherme Teodoro (122)       |
| 10   | Danimarca     | Jonathan Groth (23)           | Anders Lind (62)              | Martin Buch Anderson (279)    |
| 11   | Croazia       | Tomislav Pucar (53)           | Andrej Gaćina (68)            | Filip Zeljko (121)            |
| 12   | Slovenia      | Darko Jorgić (18)             | Deni Kožul (126)              | Peter Hribar (249)            |
| 13   | Egitto        | Mohamed El-Beiali (47)        | Youssef Abdel-Aziz (92)       | Khalid Assar (142)            |
| 14   | India         | Sharath Kamal Achanta (40)    | Manav Vikash Thakkar (56)     | Harmeet Desai (86)            |
| 15   | Australia     | Nicholas Lum (38)             | Finn Luu (44)                 | Hwan Bae (281)                |
| 16   | Canada        | Edward Ly (37)                | Eugene Wang (106)             | Jeremy Hazin (538)            |

## Risultati
| Ottavi di finale | Ottavi di finale | Ottavi di finale |  |  | Quarti di finale | Quarti di finale | Quarti di finale |  |  | Semifinale | Semifinale | Semifinale |  |                 | Finale          | Finale          | Finale |
|                  |                  |                  |  |  |                  |                  |                  |  |  |            |            |            |  |                 |                 |                 |        |
| 1                | Cina             | 3                |  |  |                  |                  |                  |  |  |            |            |            |  |                 |                 |                 |        |
| 14               | India            | 0                |  |  | 1                | Cina             | 3                |  |  |            |            |            |  |                 |                 |                 |        |
| 11               | Croazia          | 0                |  |  | 5                | Corea del Sud    | 0                |  |  |            |            |            |  |                 |                 |                 |        |
| 5                | Corea del Sud    | 3                |  |  |                  |                  |                  |  |  | 1          | Cina       | 3          |  |                 |                 |                 |        |
| 8                | Portogallo       | 1                |  |  |                  |                  |                  |  |  | 3          | Francia    | 0          |  |                 |                 |                 |        |
| 9                | Brasile          | 3                |  |  | 9                | Brasile          | 0                |  |  |            |            |            |  |                 |                 |                 |        |
| 12               | Slovenia         | 0                |  |  | 3                | Francia          | 3                |  |  |            |            |            |  |                 |                 |                 |        |
| 3                | Francia          | 3                |  |  |                  |                  |                  |  |  |            |            |            |  |                 | 1               | Cina            | 3      |
| 4                | Giappone         | 3                |  |  |                  |                  |                  |  |  |            |            |            |  |                 | 7               | Svezia          | 0      |
| 15               | Australia        | 0                |  |  | 4                | Giappone         | 3                |  |  |            |            |            |  |                 |                 |                 |        |
| 13               | Egitto           | 0                |  |  | 6                | Taipei cinese    | 1                |  |  |            |            |            |  |                 |                 |                 |        |
| 6                | Taipei cinese    | 3                |  |  |                  |                  |                  |  |  | 4          | Giappone   | 2          |  |                 |                 |                 |        |
| 7                | Svezia           | 3                |  |  |                  |                  |                  |  |  | 7          | Svezia     | 3          |  |                 |                 |                 |        |
| 10               | Danimarca        | 0                |  |  | 7                | Svezia           | 3                |  |  |            |            |            |  | Finale 3º posto | Finale 3º posto | Finale 3º posto |        |
| 16               | Canada           | 0                |  |  | 2                | Germania         | 0                |  |  |            |            |            |  |                 | 3               | Francia         | 3      |
| 2                | Germania         | 3                |  |  |                  |                  |                  |  |  |            |            |            |  |                 | 4               | Giappone        | 2      |